# NGC 1590
NGC 1590 ist eine Spiralgalaxie vom Hubble-Typ S pec im Sternbild Taurus auf der Ekliptik. Sie ist schätzungsweise 172 Millionen Lichtjahre von der Milchstraße entfernt und hat einen Durchmesser von etwa 45.000 Lichtjahren.
Das Objekt wurde am 28. Oktober 1865 von Heinrich Louis d’Arrest entdeckt.